# Вітвелл (Теннессі)
Вітвелл (англ. Whitwell) — місто (англ. city) в США, в окрузі Меріон штату Теннессі. Населення — 1641 особа (2020).

## Географія
Вітвелл розташований за координатами 35°11′33″ пн. ш. 85°31′18″ зх. д. / 35.19250° пн. ш. 85.52167° зх. д. (35.192393, -85.521532).  За даними Бюро перепису населення США в 2010 році місто мало площу 8,78 км², з яких 8,77 км² — суходіл та 0,01 км² — водойми.

## Демографія
Згідно з переписом 2010 року, у місті мешкало 1699 осіб у 714 домогосподарствах у складі 469 родин. Густота населення становила 194 особи/км².  Було 825 помешкань (94/км²).
Расовий склад населення:
| - 96,6 % — білих - 0,8 % — чорних або афроамериканців - 0,4 % — корінних американців - 0,1 % — азіатів - 1,2 % — осіб інших рас |

До двох чи більше рас належало 0,9 %. Частка іспаномовних становила 2,1 % від усіх жителів.
За віковим діапазоном населення розподілялося таким чином: 20,0 % — особи молодші 18 років, 59,3 % — особи у віці 18—64 років, 20,7 % — особи у віці 65 років та старші. Медіана віку мешканця становила 42,5 року. На 100 осіб жіночої статі у місті припадало 89,6 чоловіків;  на 100 жінок у віці від 18 років та старших — 88,1 чоловіків також старших 18 років.
Середній дохід на одне домашнє господарство  становив 36 402 долари США (медіана — 24 583), а середній дохід на одну сім'ю — 42 711 долар (медіана — 34 605). Медіана доходів становила 36 971 долар для чоловіків та 30 938 доларів для жінок. За межею бідності перебувало 30,8 % осіб, у тому числі 44,2 % дітей у віці до 18 років та 16,5 % осіб у віці 65 років та старших.
Цивільне працевлаштоване населення становило 640 осіб. Основні галузі зайнятості: освіта, охорона здоров'я та соціальна допомога — 19,8 %, виробництво — 14,5 %, транспорт — 12,7 %.